# Wannmacher
Wannmacher ist ein deutscher Familienname.

## Herkunft und Bedeutung
Wannmacher ist ein Berufsname zu mhd. wanne für den Hersteller von Getreide-, Futterschwingen, Wasch- und Badewannen.

## Beleg
- 1357: Thider. Wannekere belegt in Bremen.[1]

## Namensträger
- Melanie Wannmacher (* 1980), deutsche Tänzerin, Sängerin und Unternehmerin; siehe Melanie Wolf

## Varianten
- Wannemacher, Wannenmacher und Wennmacher, deutsche Varianten des Familiennamens
- Wanamaker und Wannamaker, amerikanische Varianten des Familiennamens